# Loxostege perbonalis
Loxostege perbonalis là một loài bướm đêm trong họ Crambidae.